# 夫夫之道
夫夫之道，為臺灣YouTube頻道。由一對男同志伴侶：阿凱（本名王盈堯）和里歐（本名陳荐宏）共同創建。

## 作品內容
作品內容有夫夫更衣室、夫夫劇場、夫夫日常、夫夫愛旅行、夫夫愛吃鬼等等。

## 外部連結
- YouTube上的夫夫之道頻道
- 夫夫之道的Facebook專頁
- 夫夫之道的Instagram帳戶